# Mineral (Washington)
Mineral az Amerikai Egyesült Államok északnyugati részén, Washington állam Skagit megyéjében elhelyezkedő település.
Mineral önkormányzattal nem rendelkező, úgynevezett statisztikai település; a Népszámlálási Hivatal nyilvántartásában szerepel, de közigazgatási feladatait Lewis megye látja el. A 2010. évi népszámlálási adatok alapján 202 lakosa van.
A helység nevét a Mineral-tóról kapta. Itt fedezték fel a világ legmagasabb amerikai duglászfenyőjét, amely 120 méter magas volt.
Mineral a „10 fontos (4,5 kilogrammos) pisztráng otthonaként” ismert.

## Éghajlat
A település éghajlata mediterrán (a Köppen-skála szerint Csb).

## Fordítás
- Ez a szócikk részben vagy egészben  a   Mineral, Washington című angol Wikipédia-szócikk ezen változatának fordításán alapul.  Az eredeti cikk szerkesztőit annak laptörténete sorolja fel. Ez a jelzés csupán a megfogalmazás eredetét és a szerzői jogokat jelzi, nem szolgál a cikkben szereplő információk forrásmegjelöléseként.